# Papagos-Cholargos
Papagos-Cholargos (gr. Δήμος Παπάγου-Χολαργού, Dimos Papagu-Cholargu) – gmina w Grecji, w administracji zdecentralizowanej Attyka, w regionie Attyka, w jednostce regionalnej Ateny-Sektor Północny. Siedzibą gminy jest Cholargos. W jej skład wchodzi ponadto miejscowość Papagos. W 2011 roku liczyła 44 539 mieszkańców. Powstała 1 stycznia 2011 roku w wyniku połączenia dotychczasowych gmin Cholargos i Papagos.